# Feriale Duranum
Feriale Duranum – rzymski kalendarz świąt i uroczystości obchodzonych przez kohortę XX Palmyrenorum, jednostkę pomocniczą armii rzymskiej z miejscowości Dura Europos nad Eufratem, datowany na lata 20. III wieku. Zachowana część kalendarza obejmuje okres od stycznia do września i zawiera spis 41 świąt (głównie religijnych), będąc jednocześnie najlepszym źródłem informacji o terminarzu obrzędów rzymskiej armii.